# Jaye Davidson
Jaye Davidson (nacido como Alfred Amey, Riverside, California; 21 de marzo de 1968) es un actor retirado, modelo y modista de doble nacionalidad británica-estadounidense.

## Biografía
Jaye Davidson tiene origen étnico mixto, afrodescendiente, y su verdadero nombre es Alfred Amey; nació en la ciudad de Riverside, en el estado de California, pero creció en Inglaterra. En una entrevista en 1993 dijo que su madre era empresaria de éxito y que su padre, de origen ghanés, había muerto. Después de acabar la enseñanza secundaria comenzó a trabajar en The Walt Disney Company en Londres. Davidson trabajó temporalmente en el mundo de la moda como asistente para la firma David y Elizabeth Emmanuel.
A pesar de no haber actuado previamente y sin ninguna experiencia, fue invitado a una audición para el papel tras ser descubierto entre los invitados a la fiesta de fin de rodaje de Edward II de Derek Jarman. Resultó elegido debido a su aspecto marcadamente andrógino para interpretar con notable desenvoltura a una transexual llamada Dil en la película de Neil Jordan The Crying Game (1992), en la que en un principio no se revela que es una mujer trans. Cuando la misma se estrenó y causó un gran impacto generando un fenómeno cultural y social, la productora Miramax le pidió a los críticos que omitieran el género de Davidson en sus reseñas. Por su actuación, Davidson ganó el National Board of Review y fue nominado como mejor actor de reparto al premio Óscar y al BAFTA en la categoría mejor actor de reparto.
En 1994,  encarnó a un indefinible y malvado dios Ra en la película de Roland Emmerich Stargate, en la cual compartió reparto con James Spader y Kurt Russell. 
Ese mismo año, trabajó en el telefilme Jiggery Pokery. Después de esto, actuó en el documental Catwalk. Davidson, disgustado con la fama que estaba obteniendo, se centró en el modelaje. No volvió a actuar sino hasta 2009, cuando interpretó a un fotógrafo nazi en el corto The Borghilde Project. Davidson hoy está retirado del mundo de la actuación y frecuenta los altos círculos de la moda europea.
En cuanto a su vida personal, Davidson es reconocidamente gay y está casado con Thomas Clarke. Desde 2017, reside en París, Francia.

## Filmografía
| Año  | Título original       | Papel          |
| ---- | --------------------- | -------------- |
| 1992 | The Crying Game       | Dil            |
| 1994 | Stargate              | Ra             |
| 1994 | Jiggery Pokery        | Jo             |
| 1996 | Catwalk               | Él mismo       |
| 2009 | The Borghilde Project | Fotógrafo nazi |

## Premios y reconocimientos
Premios Óscar
| Año  | Categoría              | Trabajo nominado | Resultado |
| ---- | ---------------------- | ---------------- | --------- |
| 1993 | Mejor actor de reparto | The Crying Game  | Nominado  |

Premios BAFTA
| Año  | Categoría              | Trabajo nominado | Resultado |
| ---- | ---------------------- | ---------------- | --------- |
| 1993 | Mejor actor de reparto | The Crying Game  | Nominado  |